# You Say
You Say è un singolo della cantante statunitense Lauren Daigle, pubblicato il 13 luglio 2018 come primo estratto dal terzo album in studio Look Up Child.

## Descrizione
Il brano è stato scritto dalla stessa interprete con Jason Ingram e Paul Mabury e prodotto da questi ultimi due. È composto in chiave di Fa maggiore ed ha un tempo di 148 battiti per minuto.

## Accoglienza
You Say ha vinto un Grammy Award per la Miglior interpretazione/canzone di musica cristiana contemporanea, un Billboard Music Award e un GMA Dove Award.

## Promozione
Lauren Daigle si è esibita per la prima volta con la canzone in occasione dei GMA Dove Awards 2018. L'ha poi presentata a Good Morning America, da Jimmy Kimmel Live! e durante i Billboard Music Awards 2019.

## Video musicale
Il video musicale è stato reso disponibile in concomitanza con la sua uscita.

## Tracce
Download digitale
1. You Say – 4:36

Download digitale (versione Spanglish)
1. Tú dices – 4:33

## Formazione
- Lauren Daigle – voce
- Joe La Porta – mastering

## Successo commerciale
Dopo aver debuttato alla 33ª posizione, You Say ha raggiunto il primo posto della Christian Songs nella settimana successiva con 37 000 copie digitali vendute, diventando la terza numero uno di Lauren Daigle e il più grande salto alla vetta della classifica. Il brano è stato per 132 settimane non consecutive al primo posto della classifica Billboard Hot Christian songs, diventando il brano più longevo nella storia delle classifiche americane. Ha mantenuto tale posizione per centotredici settimane, divenendo la numero uno più longeva nella storia della graduatoria e infrangendo così il record precedentemente detenuto da Oceans (Where Feet May Fail) degli Hillsong United. Il brano è inoltre diventato il primo a restare al primo posto per cento settimane in una classifica musicale redatta da Billboard.

## Classifiche

### Classifiche settimanali
| Classifica (2018-19) | Posizione massima |
| -------------------- | ----------------- |
| Australia            | 96                |
| Belgio (Fiandre)     | 10                |
| Belgio (Vallonia)    | 3                 |
| Canada               | 45                |
| Francia              | 65                |
| Islanda              | 13                |
| Lussemburgo          | 6                 |
| Paesi Bassi          | 12                |
| Stati Uniti          | 29                |
| Svizzera             | 41                |

### Classifiche di fine anno
| Classifica (2019) | Posizione |
| ----------------- | --------- |
| Belgio (Fiandre)  | 30        |
| Belgio (Vallonia) | 26        |
| Francia           | 184       |
| Paesi Bassi       | 35        |
| Portogallo        | 260       |
| Stati Uniti       | 60        |